# Le Terrible (2008)
Le Terrible (S619) – francuski okręt podwodny z napędem atomowym typu Le Triomphant, przenoszący pociski balistyczne. Zbudowany jako czwarty okręt typu wszedł do służby w 2010 roku.

## Historia
Budowa czwartego okrętu typu Le Triomphant, który otrzymał imię „Le Terrible” i numer taktyczny S619 rozpoczęła się w stoczni DCN w Cherbourgu 24 października 2000 roku. Wodowanie nastąpiło 21 marca 2008 roku, wejście do służby 20 września 2010 roku   .
27 stycznia 2010 roku z zanurzonego „Le Terrible”, w ramach testów, wystrzelono nowo opracowany balistyczny pocisk rakietowy M51 .